# Karin Konoval

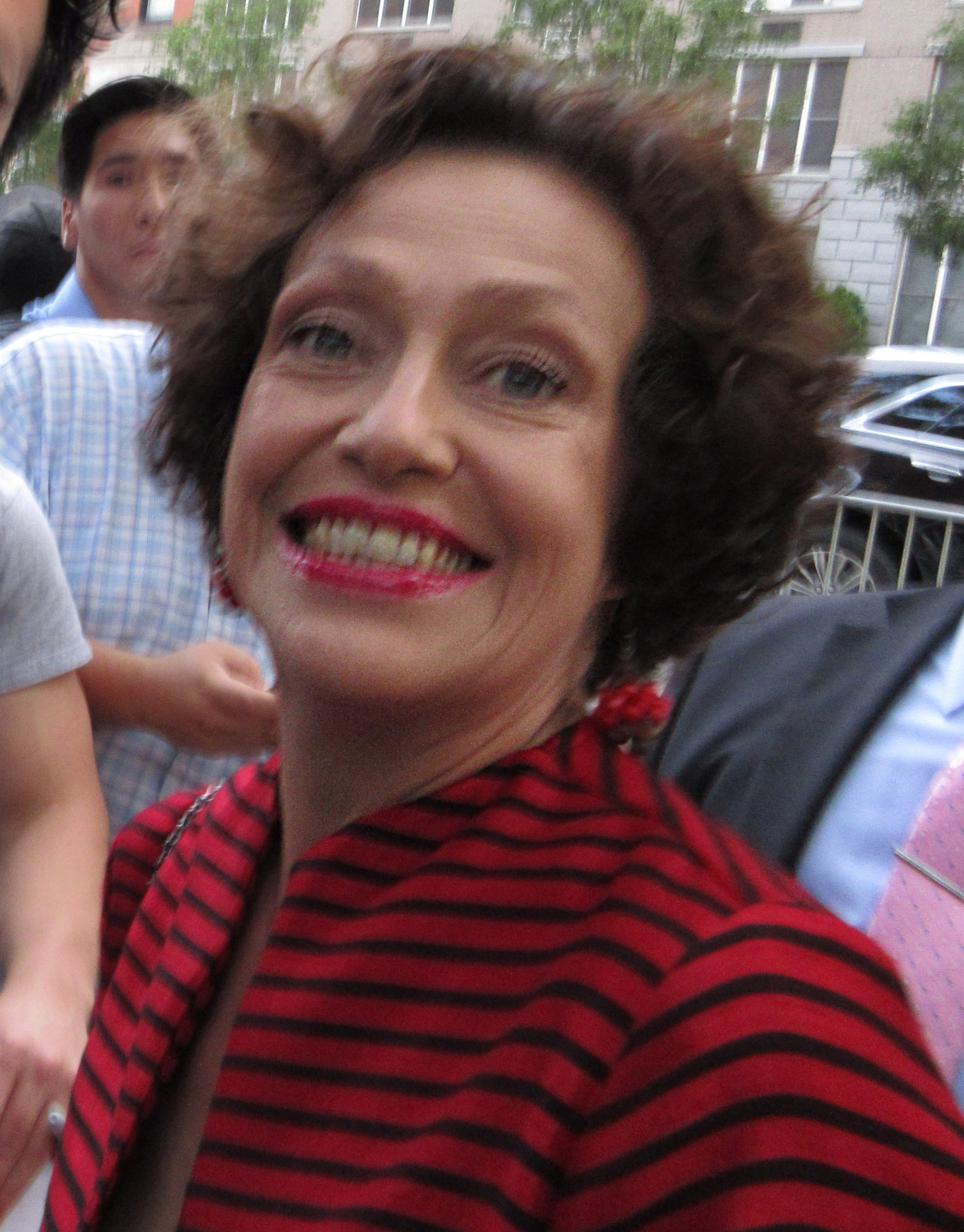
Karin Konoval

Karin Konoval (* 1961 in Baltimore, Maryland) ist eine US-amerikanische Schauspielerin.
Seit Ende der 1980er Jahre ist sie als Schauspieler aktiv und war in über 120 Produktionen in zahlreichen Nebenrollen zu erleben. Bei den Planet-der-Affen-Neuverfilmungen ab 2011 spielte sie den Orang-Utan Maurice im Performance Capture-Verfahren.

## Filmografie (Auswahl)
- 1995–2018: Akte X – Die unheimlichen Fälle des FBI (The X-Files, Fernsehserie, 3 Folgen)
- 2001: Snow White
- 2005: 14 Hours
- 2006: Black Christmas
- 2008: Christmas Town – Die Weihnachtsstadt (Christmas Town)
- 2008: Psych (Fernsehserie, 1 Folge)
- 2009: 2012
- 2009, 2013: Supernatural (Fernsehserie, 2 Folgen)
- 2011: Planet der Affen: Prevolution (Rise of the Planet of the Apes)
- 2012: It’s Christmas, Carol! (Fernsehfilm)
- 2014: Planet der Affen: Revolution (Dawn of the Planet of the Apes)
- 2013: Continuum (Fernsehserie, 1 Folge)
- 2014: Intruders – Die Eindringlinge (Intruders, Fernsehserie, 3 Folgen)
- 2015: Motive (Fernsehserie, 1 Folge)
- 2015: Backstrom (Fernsehserie, 1 Folge)
- 2015: iZombie (Fernsehserie, 1 Folge)
- 2015: Arrow (Fernsehserie, 1 Folge)
- 2015–2023: Janette Oke: Die Coal Valley Saga (When Calls the Heart, Fernsehserie, 3 Folgen)
- 2016: Bates Motel (Fernsehserie, 1 Folge)
- 2016: Lucifer (Fernsehserie, 1 Folge)
- 2017: Planet der Affen: Survival (War for the Planet of the Apes)
- 2017: The Exorcist (Fernsehserie, 3 Folgen)
- 2017: Dirk Gentlys holistische Detektei (Dirk Gently’s Holistic Detective Agency, Fernsehserie, 5 Folgen)
- 2017: The Magicians (Fernsehserie, 1 Folge)
- 2018–2020: The Good Doctor (Fernsehserie, 13 Folgen)
- 2019: Supergirl (Fernsehserie, 1 Folge)
- 2019: Charmed (Fernsehserie, 1 Folge)
- 2020–2024: Snowpiercer (Fernsehserie, 40 Folgen)
- 2021: Das Geheimnis der Mumie (Under Wraps, Fernsehfilm)
- 2021: Big Sky (Fernsehserie, 3 Folgen)
- 2023: Schmigadoon! (Fernsehserie)
- 2024: So Help Me Todd (Fernsehserie, 1 Folge)
- 2024: Planet der Affen: New Kingdom (Kingdom of the Planet of the Apes)